# General Pinedo
General Pinedo is een plaats in het Argentijnse bestuurlijke gebied Doce de Octubre in de provincie Chaco. De plaats telt 11.332 inwoners.